# Parabatyle sanguiniventris
Parabatyle sanguiniventris là một loài bọ cánh cứng trong họ Cerambycidae.